# Baiser au vent

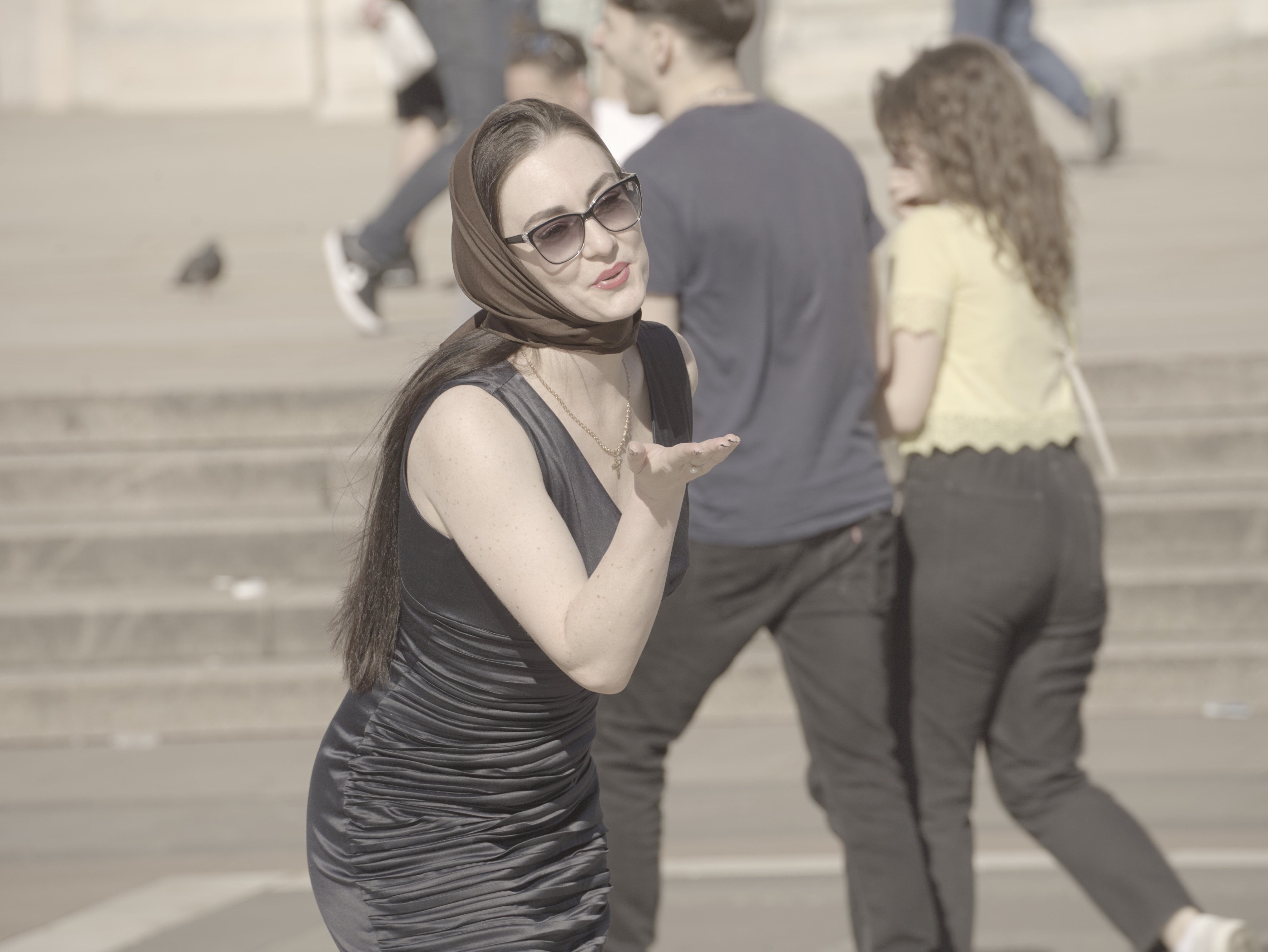
Une femme effectue un baiser soufflé

Un baiser au vent est un simulacre de baiser effectué sans que les lèvres touchent le corps de la personne à qui est destiné le baiser. Il peut consister à « envoyer » le baiser, en le formant au-dessus de la paume de la main et en soufflant dessus ; il s'agit alors d'un baiser soufflé ou d'un baiser volant, ou encore, dans le langage enfantin, bisou volant,.
Le caractère Unicode U+1F618 est un émoji « Visage envoyant un baiser » 😘, qui comporte un clin d'œil et un cœur.

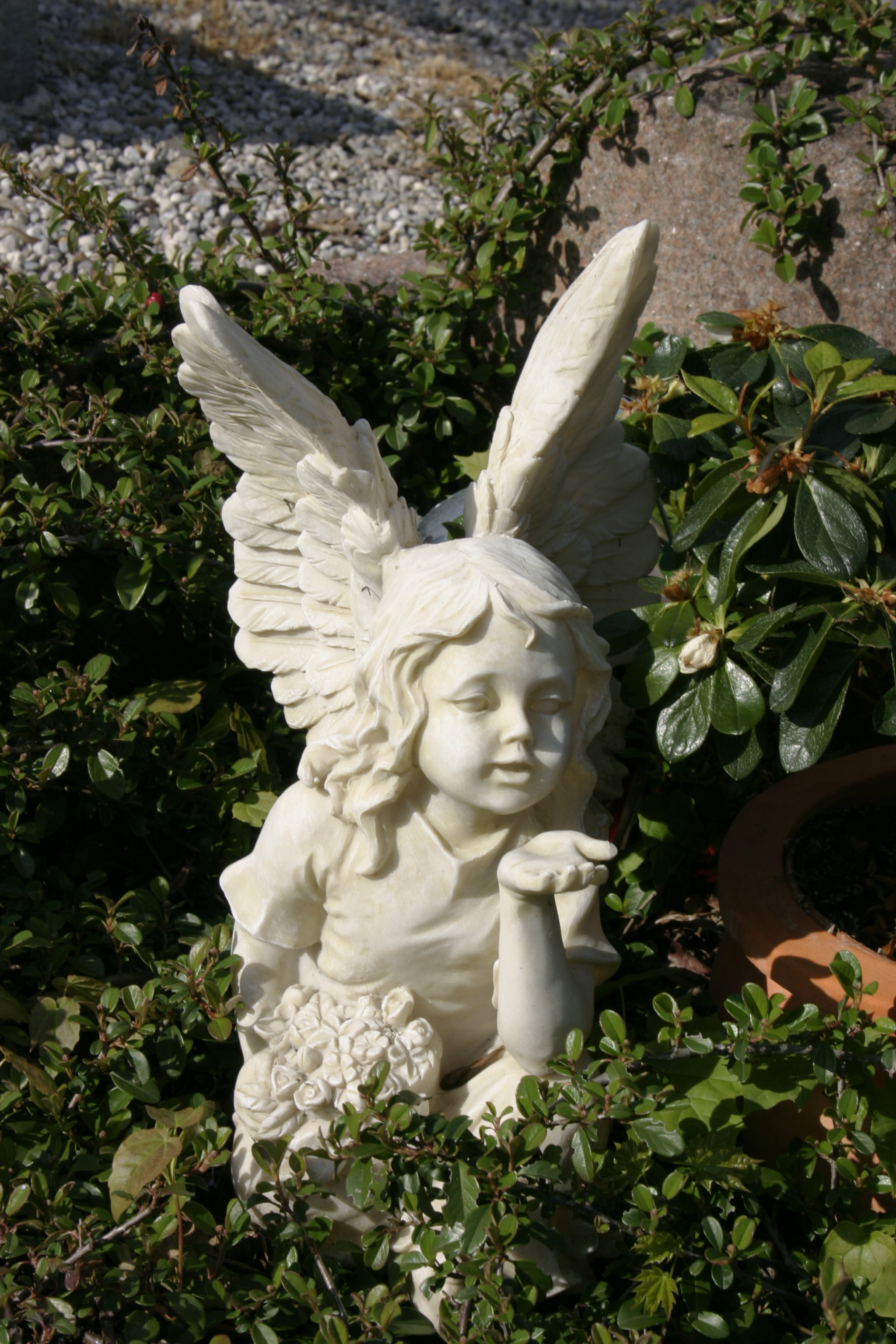
Statue représentant un ange soufflant un baiser.
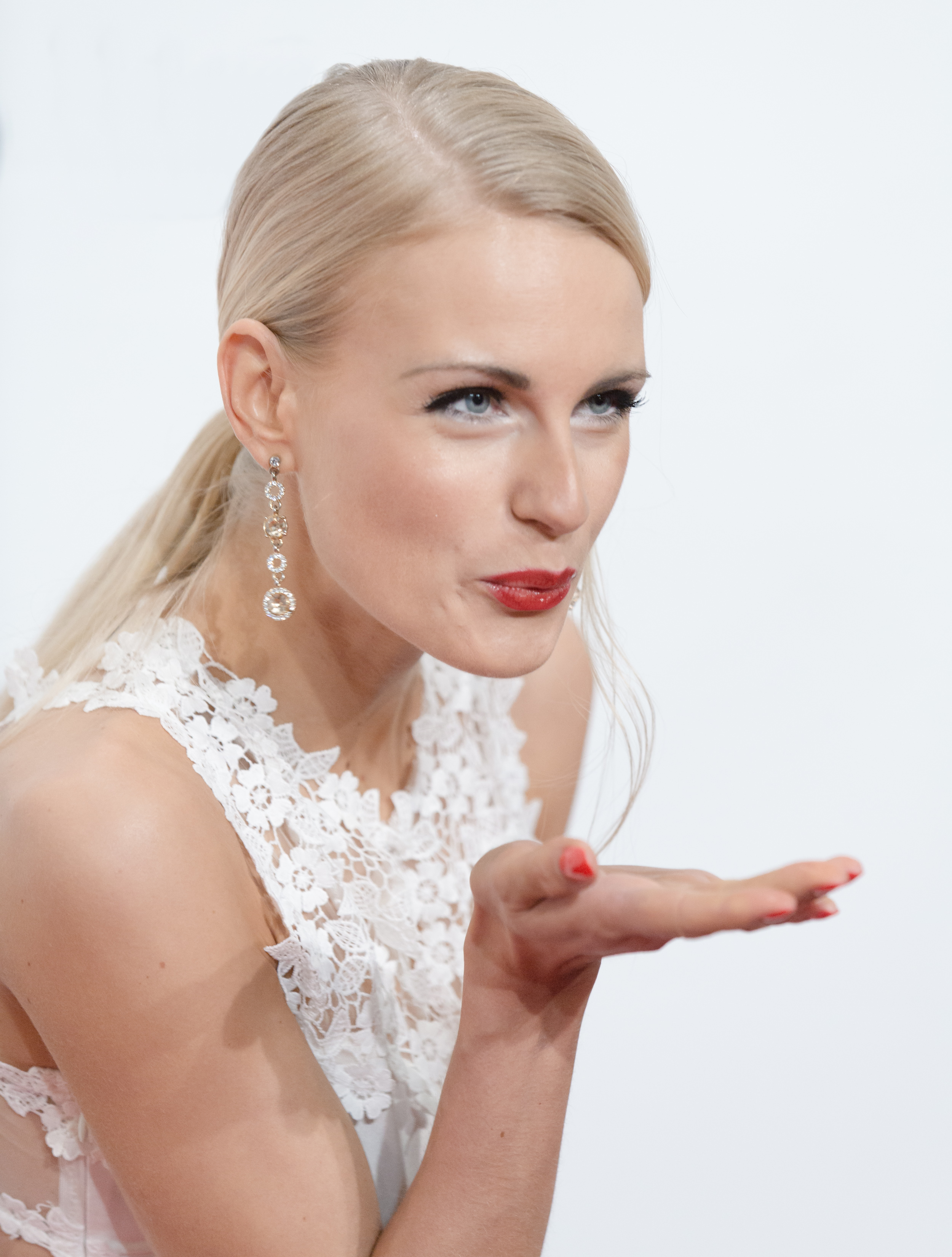
Baiser soufflé par Anne-Kathrin Kosch (de) au Filmball Vienna (de).